# Nettie Witziers-Timmer
Nettie Witziers-Timmer, właściwie Jeanette Josephina Maria Witziers-Timmer (ur. 22 lipca 1923 w  Amsterdamie, zm. 25 stycznia 2005 w Amsterdamie) – holenderska lekkoatletka specjalizująca się w biegach sprinterskich, złota medalistka letnich igrzysk olimpijskich w Londynie (1948) w sztafecie 4 x 100 metrów, mistrzyni Europy z Oslo (1946) w tej samej konkurencji.

## Sukcesy sportowe
| Rok  | Miasto | Zawody               | Konkurencja        | Wynik       |
| ---- | ------ | -------------------- | ------------------ | ----------- |
| 1946 | Oslo   | mistrzostwa Europy   | sztafeta 4 x 100 m | złoty medal |
| 1948 | Londyn | igrzyska olimpijskie | sztafeta 4 x 100 m | złoty medal |

## Rekordy życiowe
- bieg na 100 m – 12,3 – 1944
- bieg na 200 m – 25,5 – 1946